# Papir 122

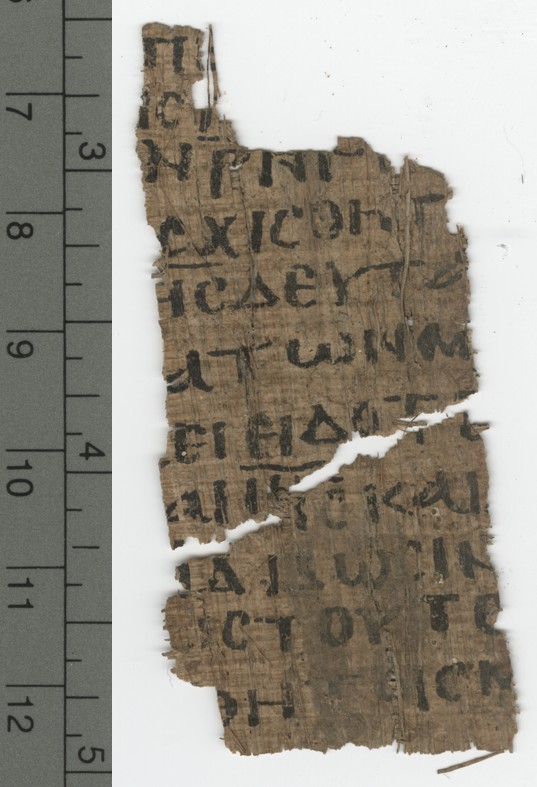
Papir 122

El papir 122 (classificat pel sistema Gregory-Aland), anomenat 𝔓 122, és una còpia antiga del Nou Testament en el llenguatge grec. És un manuscrit de papir de l'Evangeli de Joan.

## Descripció
Només dues peces d'un full han estat conservades fins ara. Els textos conservats de l'Evangeli Joan són els versos 21:11-14,22-24, es troben en una condició fragmentària. El manuscrit paleogràficament havia estat assignat al segle IV o V (INTF).
Utilitza nomina sacra. El nom Ιησους (Jesús) s'abreuja a ΙΗΣ (tot i que la majoria dels manuscrits utilitzen l'abreviatura ΙΣ).En aquest cas, el nombre "cent cinquanta-tres" s'escriu amb l'abreviatura - ΡΝΓ .
| 𝔓122                                  | Traducció                                         |
| Ανεβη ουν Σιμων Πε τρος και ειλ       | Així que Simó Pere se'n va anar a un altre lloc   |
| κυσεν το δικτυον ε ις τ ην γην μεσ    | va tirar la xarxa a terra, plena                  |
| τον ιχθυων μεγαλω ν ΡΝΓ κ αι το       | de peixos grossos, uns 153 d'ells; i              |
| σουτων οντων ουκ ε σχισθη τ ο δικ     | encara que n'hi havia tants, la xarxa no es va    |
| τυον λεγει αυτοις ο Ι ΗΣ δευτε αριστη | trencar. Jesús els digué: «Vineu i preneu un      |
| σατε ουδεις δε ετολμ α των μ αθητων ε | esmorzar." Ara cap dels deixebles s'atrevia       |
| ξετασαι αυτων Συ τις ει ειδοτε ς οτι  | pregunta-li: "Qui ets?" Ells ho sabien            |
| ο ΚΣ εστιν ερχετ αι ΙΗΣ και λαμ       | era el Senyor. Jesús va venir i va agafar         |
| βανει τον αρτον κα ι διδωσιν αυτοις   | el pa i els els va donar,                         |
| και το οψαριον ομοι ως τουτο ηδη      | i així amb el peix. Això ja era                   |
| τριτον εφανερωθη τοις μ αθηταις       | la tercera vegada que es va revelar als deixebles |
| εγερθεις εκ νεκρων                    | després de ser ressuscitat.                       |

Les lletres que falten estan escrites en color vermell.